# Micubiši Kasei

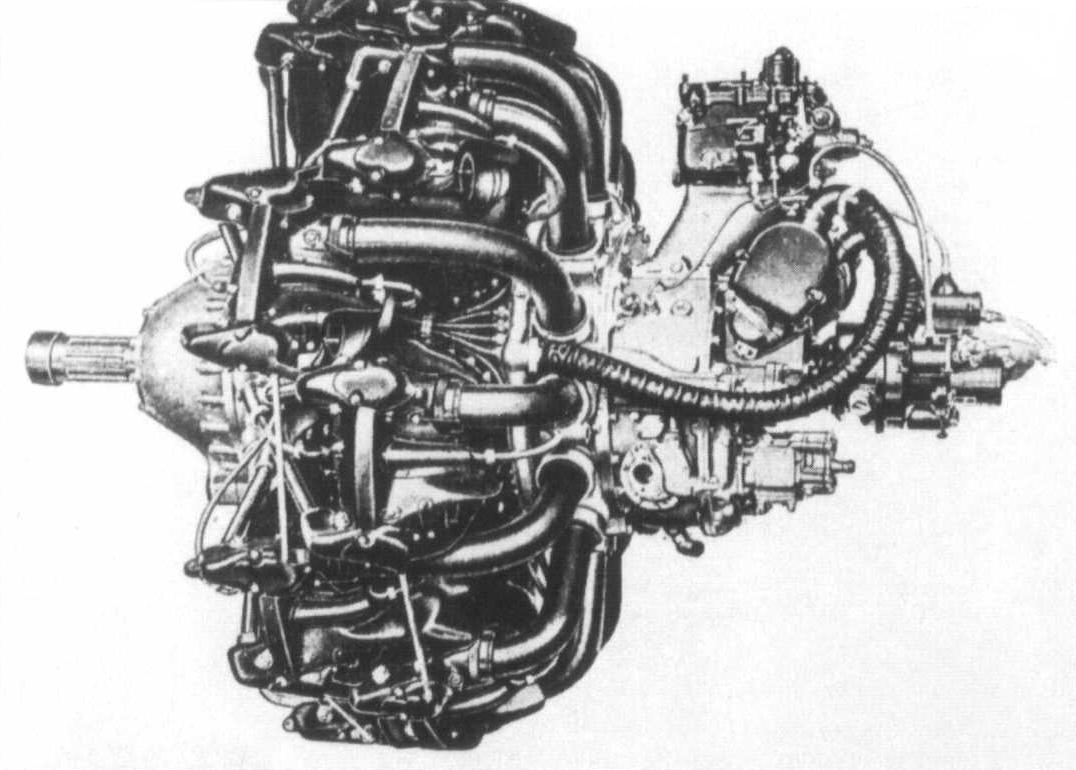
Micubiši Kasei 11

Micubiši Kasei (japonsky: 火星, Mars) byl dvouhvězdicový, 14válcový, vzduchem chlazený letecký motor používaný v japonských letadlech během druhé světové války.